# Jiří Bartoška
Jiří Bartoška (24. března 1947 Děčín – 8. května 2025 Praha) byl český herec a filmový organizátor, v letech 1994 až 2025 prezident Mezinárodního filmového festivalu v Karlových Varech. Pozice prezidenta KVIFF mu in memoriam zůstává i po jeho skonu.

## Život
Absolvoval Gymnázium v Pardubicích a v roce 1972 vystudoval činoherní herectví na Janáčkově akademii múzických umění v Brně. Asi rok hrál v brněnském Divadle na provázku, poté v roce 1973 přesídlil na sever Čech do ústeckého Činoherního studia, odkud pak v roce 1978 přešel do pražského Divadla Na zábradlí. V roce 1991 z tohoto divadla odešel společně s mnoha svými kolegy herci do nově založeného Divadla Bez zábradlí.
Jedná se také o úspěšného filmového a televizního herce. Často také propůjčoval svůj hlas jako voiceover při komentování cestopisných a dokumentárních filmů.
Za socialismu podepsal v roce 1977 tzv. antichartu, ale také petici za propuštění Václava Havla z vězení i prohlášení Několik vět v roce 1989. 19. listopadu spoluzakládal Občanské fórum, patřil mezi blízké Havlovy spolupracovníky. Na manifestaci 10. prosince 1989 oznámil na Václavském náměstí jeho kandidaturu na prezidenta ČSSR.
Od roku 1994 působil coby prezident Mezinárodního filmového festivalu v Karlových Varech, na jehož přípravě dlouhodobě spolupracoval zejména s filmovou kritičkou Evou Zaoralovou. V roce 2015 dosáhla pořádající společnost Film Servis Festival Karlovy Vary, kterou vlastnil Bartoška, čistého zisku 7 milionů korun.
Mezi jeho nejvýznamnější role patří role ve filmech Je třeba zabít Sekala (1998), Všichni moji blízcí (1999) a Teorie tygra (2016) a v seriálech Sanitka (1984) a Neviditelní (2014).
S manželkou Andreou (* 1952), která je archeoložka, měl dceru Kateřinu (* 1977) a syna Jana (* 1986).
Byl celoživotním vášnivým kuřákem. Podle svých slov vykouřil denně 50 cigaret i více. Vášeň k cigaretám se projevovala i při natáčení, kdy v řadě filmových scén je cigareta jeho rekvizitou a při neformálních záběrech a na fotografiích z natáčení byla téměř samozřejmostí.
Zemřel 8. května 2025, podlehl dlouhodobým zdravotním komplikacím spolu s rakovinou mízních uzlin. Herec Vojtěch Dyk uctil jeho památku v přímém televizním přenosu, kdy si ve studiu zapálil cigaretu se slovy „Chtěl bych se s Jiřím rozloučit tak, jak jsem se s ním seznámil.“ Byl pohřben na hřbitově Šárka.

### Politické postoje
V reakci na některé výroky prezidenta Miloše Zemana i na prohlášení čtyř z 18. října 2016 Bartoška a Vojtěch Dyk vyzvali českou veřejnost k občanskému neklidu a spolu s dalšími osobnostmi veřejného života podepsali výzvu, ve které mimo jiné stojí: „Když to bude nutné, stávkujme. Sedmnáctého listopadu se opět sejděme na náměstích a zvažme další kroky, nutné na ochranu demokracie. My do Ruska a Číny nepatříme! Chtěli jsme zpět do Evropy, ne do Hulvátova.“
Před prezidentskými volbami v roce 2013 podporoval Karla Schwarzenberga, v roce 2018 pak Jiřího Drahoše.

## Filmografie, výběr

### Televize

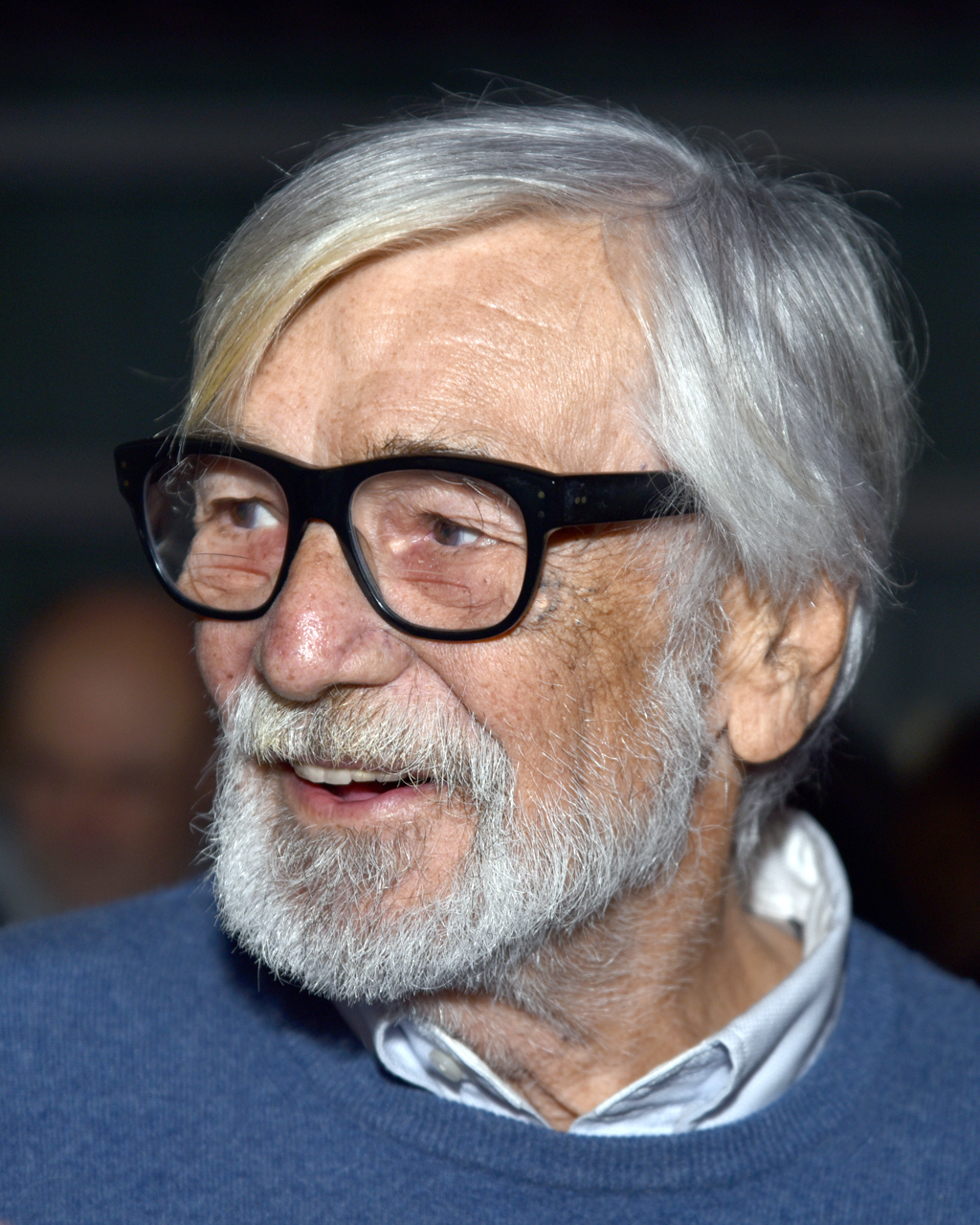
Jiří Bartoška v roce 2024

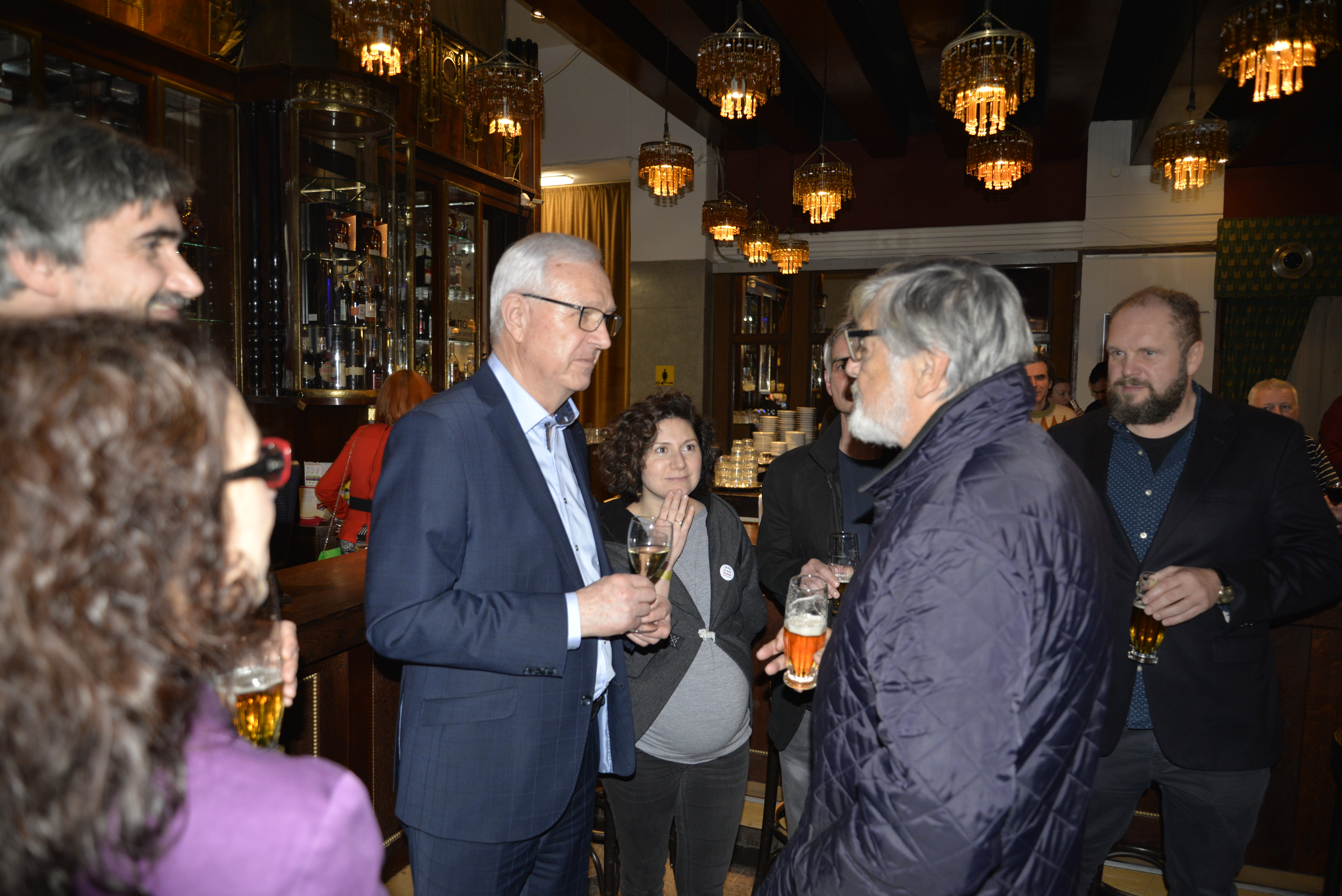
Jiří Bartoška (vpravo) rozmlouvá s prezidentským kandidátem Jiřím Drahošem před volbami v roce 2018

- 1979 Zkoušky z dospělosti (TV seriál)
- 1979 Drsná Planina (film)
- 1980 Triptych o láske
- 1980 Had z ráje
- 1981 Bratři Karamazovi
- 1981 Proč se vraždí starší dámy
- 1982 Malý pitaval z velkého města (TV seriál)
- 1983 Lekár umierajúceho času (TV seriál)
- 1984 My všichni školou povinní (TV seriál)
- 1984 Sanitka (TV seriál) – MUDr. Richard Skalka
- 1985 Bylo nás šest (TV seriál)
- 1985 Slavné historky zbojnické (TV seriál)
- 1986 Panoptikum Města pražského (TV seriál)
- 1987 Básník
- 1987 Milionová láska
- 1988 Rodáci (TV seriál)
- 1988 Cirkus Humberto (TV seriál)
- 1989 Strašidlo Cantervillské
- 1990 Zvonokosy
- 1990 Ahmed a Hazar
- 1991 Skládačka
- 1992 Hříchy pro pátera Knoxe
- 1992 Brokovnice
- 1992 Náhrdelník (TV seriál)
- 1993 Hostina
- 1994 Divadelní román
- 1996 Černokněžník
- 1998 Velký případ
- 2000 Hodina pravdy
- 2001 Ideální manžel
- 2004 Falešné obvinění
- 2005 Dobrá čtvrť (TV seriál)
- 2006–dosud Na cestě (cestopisný dokumentární cyklus, pouze hlas, společně s Miroslavem Donutilem)
- 2008 Vlna
- 2008 Nemocnice na kraji města – nové osudy
- 2013–2014 – Život a doba soudce A. K. (soudce Adam Klos st., otec Adama Klose)
- 2014 Neviditelní (TV seriál) (předseda Vodní rady a podnikatel Hubert Vydra)
- 2014 Princezna a písař
- 2015 Reportérka
- 2016 Za sklem
- 2016 Mordparta
- 2018 Dabing Street
- 2019 Strážmistr Topinka (TV seriál) (policejní velitel odcházející do důchodu)
- 2021 Zločiny Velké Prahy (policejní prezident)
- 2024 Smysl pro tumor

### Film
- 1973 Čierne ovce
- 1975 Hřiště
- 1976 Noc klavíristy
- 1977 Na veliké řece
- 1977 Osada Havranů
- 1977 Volání rodu
- 1977 Stíny horkého léta
- 1978 Pumpaři od zlaté podkovy

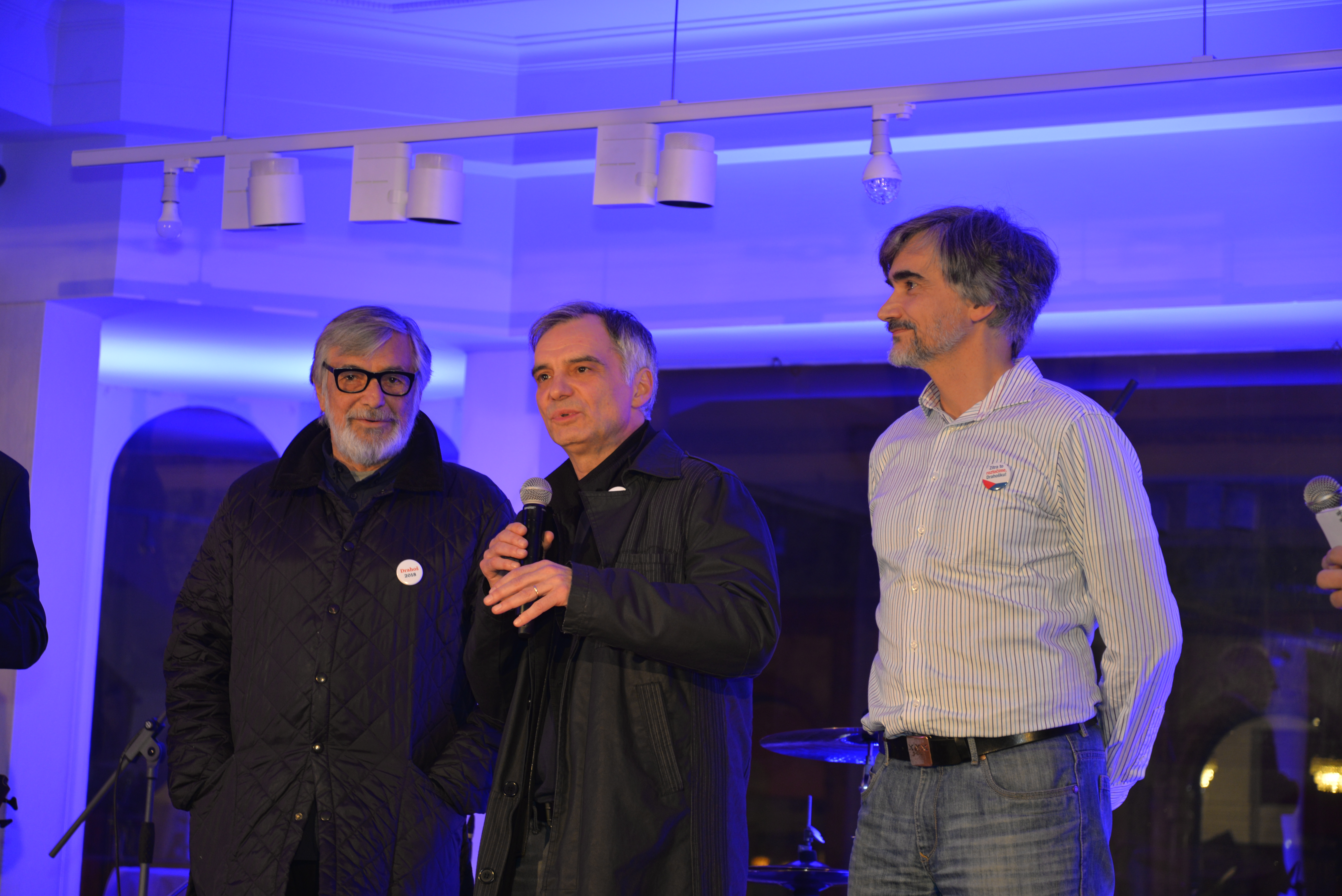
Jiří Bartoška s herci Trojanem a Myšičkou

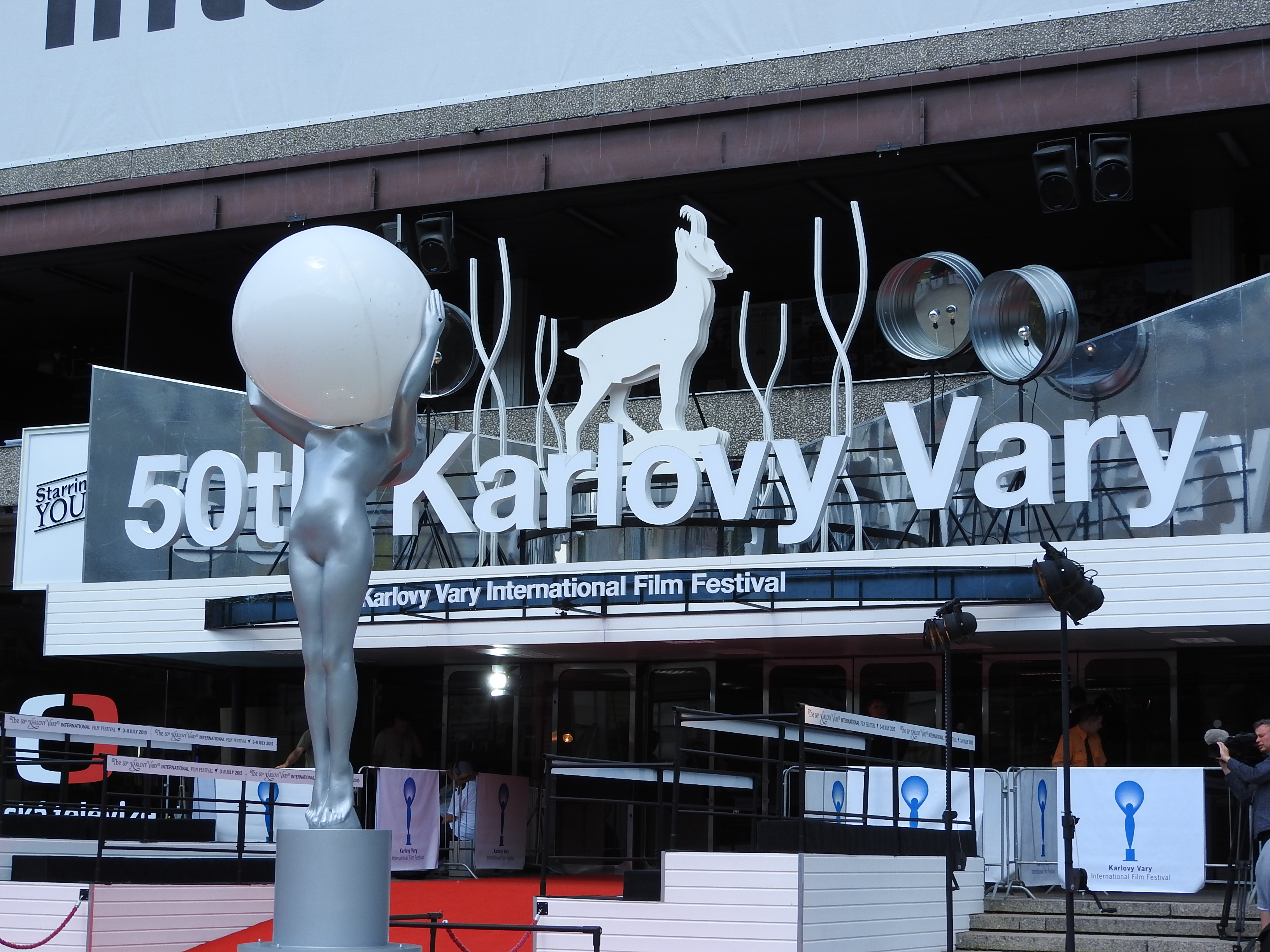
Filmový festival v Karlových Varech

- 1980 Evžen mezi námi (Studio FAMU)[15]
- 1982 Třetí princ (jeden ze zakletých princů)
- 1984 Cesta kolem mé hlavy
- 1984 Barrandovské nocturno aneb Jak film zpíval a tančil
- 1985 Muž na drátě
- 1987 Zrcadlo nenávisti
- 1989 Evropa tančila valčík
- 1989 Divoká srdce
- 1990 V žáru královské lásky
- 1990 Svědek umírajícího času
- 1990 Muka obraznosti
- 1992 Krvavý román
- 1994 Helimadoe
- 1994 Vášnivý polibek
- 1998 Je třeba zabít Sekala (nominace na Českého lva)
- 1998 Stůj nebo se netrefím
- 1999 Všichni moji blízcí
- 2000 Početí mého mladšího bratra
- 2001 Podzimní návrat
- 2004 Bolero
- 2005 Anděl Páně (Pán Bůh)
- 2005 Příběhy obyčejného šílenství
- 2006 Experti
- 2009 Líbáš jako Bůh
- 2011 Odcházení (Policista)
- 2011 Don Quijote v Čechách
- 2012 Líbáš jako ďábel
- 2016 Teorie tygra (hlavní postava filmu, stárnoucí veterinář)
- 2016 Vlk z Královských Vinohrad
- 2016 Anděl Páně 2 (Pán Bůh)
- 2018 Doktor Martin: Záhada v Beskydech
- 2019 Šťastný nový rok
- 2020 Havel (filozof Jan Patočka)
- 2021 Zbožňovaný
- 2021 Kurz manželské touhy
- 2021 Šťastný nový rok 2: Dobro došli
- 2023 Tajný zákop / ONEMANSHOW: The Movie
- 2023 Nagano – zrození hrdinů

## Ocenění
- Medaile Za zásluhy  1. stupně, udělil prezident Petr Pavel v roce 2023